# اسون لاندبری
اسون لاندبری (انگلیسی: Sven Landberg؛ ۶ دسامبر ۱۸۸۸ – ۱۱ آوریل ۱۹۶۲) ژیمناست و بازیکن فوتبال اهل سوئد بود.
از باشگاه‌هایی که در آن بازی کرده‌است می‌توان به باشگاه فوتبال دیورگاردن اشاره کرد.
وی در مسابقات کشوری و بین‌المللی در مجموع برندهٔ ۲ مدال طلا شده‌است.